# Festus (historicus)
Festus was een laat-Romeinse historicus (en proconsul van Africa), die in opdracht van keizer Valens een samenvatting van de geschiedenis van Rome schreef ter voorbereiding van Valens conflict met de Sassaniden.
Festus is de auteur van het historische werk dat bekendstaat als de Breviarium Rerum gestarum populi Romani. Het werk werd zo rond 370 n.Chr. voltooid. Een bron voor dit werk was de Enmannsche keizersgeschiedenis.
Het Breviarium heeft betrekking op de hele geschiedenis van de Romeinse staat vanaf de stichting van de stad in 752 v.Chr. tot 369 n.Chr (meer dan 1100 jaar). Het boek bestaat uit zo'n 30 kleine onderdelen. Om die reden worden de gebeurtenissen uit de Romeinse geschiedenis erg kort beschreven. Festus richt zich vooral op politieke en (met name) de militaire geschiedenis van Rome.
Het Breviarium van Festus wordt vrij algemeen beschouwd als een werk van lage kwaliteit..

## Voetnoten
1. ↑  Festus 11 (Pauly-Wissowa).
2. ↑  Baldwin B. Festus // The Oxford Dictionary of Byzantium. vol. 2. Oxford, 1991. blz. 784.